# Blattnerphone

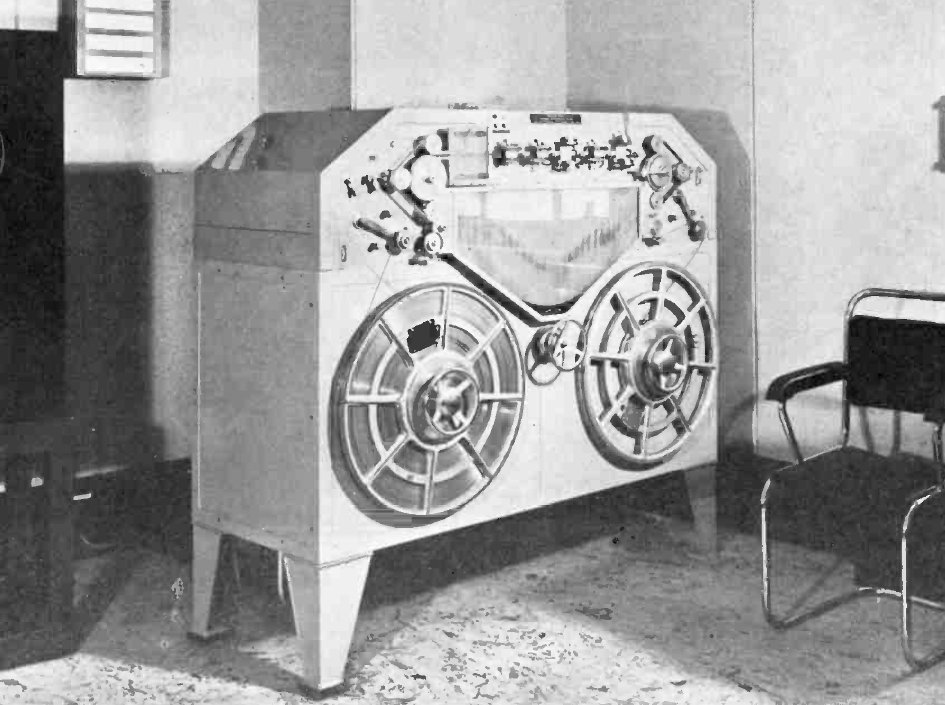
Blattnerphone recorder 1937

Blattnerphone je nahrávací přístroj vynalezený ve 30. letech 20. století Louisem Blattnerem. Přístroj používal 6mm ocelovou pásku, na kterou se magneticky zapisoval zvuk. Rychlost navíjení pásky je 1,524 metrů za sekundu. Zápis zvuku je dostačující pro mluvené slovo, pro hudbu se však nehodí. Blattnerphone nahradil v rozhlasové práci drahé optické zapisování zvuku. Byl poté vytlačen magnetofonem během 60. let 20. století.